# Urzy
Urzy é uma comuna francesa na região administrativa de Borgonha-Franco-Condado, no departamento Nièvre. Estende-se por uma área de 23,42 km². Em 2010 a comuna tinha 1 784 habitantes (densidade: 76,2 hab./km²).